# 第38回スーパーボウル
第38回スーパーボウル（Super Bowl XXXVIII）は2004年2月1日にテキサス州ヒューストンのリライアント・スタジアムで行われた38回目のスーパーボウルで、NFL2003年シーズンの決勝戦である。試合はAFC チャンピオンのニューイングランド・ペイトリオッツがNFC チャンピオンのカロライナ・パンサーズを32-29の接戦で破り、チーム史上2度目のスーパーボウル制覇を成し遂げた。MVPはペイトリオッツのQBトム・ブレイディが受賞した。

## 背景
2000年11月1日、NFLオーナー会議によって第38回スーパーボウルがヒューストンで行われることが決まった。この試合はスーパーボウル史上初の開閉式の屋根を持つスタジアムでの開催となった。

### 道のり
ニューイングランド・ペイトリオッツ (2003 New England Patriots season)
AFC東地区に所属するニューイングランド・ペイトリオッツは2年前の第36回スーパーボウルで激戦の末セントルイス・ラムズを破り、チーム史上初のリーグチャンピオンに輝いた。しかし翌2002年シーズンは波に乗りきれず9勝7敗でプレーオフ進出を逃し、このシーズンも決して万全のスタートではなかった。
オフにプロボウル選出経験のあるSロドニー・ハリソンを獲得するが、その後チームは大きく揺れ動く。ペイトリオッツはディフェンスのリーダーでもあり4度のプロボウル選出経験を誇るSロウヤー・ミロイに対し減給を受け入れるよう要請し、拒んだミロイを開幕5日前に放出した。ミロイは2日後に開幕戦の相手であったバッファロー・ビルズと契約し、その開幕戦では1サックを決めるなどの活躍を見せペイトリオッツは31-0で完封負けを喫した。さらに第4週でも敗れチームは2勝2敗とスタートに失敗した。ファンやチームメイトから大きな信頼を得ていたミロイの放出はHCビル・ベリチックへの批判につながった。ペイトリオッツは1年前にも元エースQBドリュー・ブレッドソーをビルズに放出しており、ブレッドソーはそのシーズンにプロボウルに選ばれていた。そのビルズを相手にチームの新たなエースQBであるはずのトム・ブレイディが4INTを喫するなどして惨敗したため、メディアはベリチックへの批判を強めた。ESPNの解説者トム・ジャクソンは「はっきりと言いたい。ペイトリオッツの選手は、自分たちのHCを嫌っている。」と発言した。
しかしここからチームは快進撃を始める。組織を中心とした強固なディフェンスとブレイディの率いる安定したオフェンスで盤石に勝利を重ねると、第7週のマイアミ・ドルフィンズ戦、第9週のデンバー・ブロンコス戦、第12週のヒューストン・テキサンズ戦、第13週のインディアナポリス・コルツ戦ではブレイディのウイニングTDドライブ、ビナティエリのウイニングFG、ディフェンスのビッグプレーなどで劇的な勝利をおさめた。シーズン最終週では再びビルズと対戦し、ブレイディの4TDパスの活躍などで31-0と開幕戦と全く同じスコアで今度は完封勝利をおさめ、12連勝でレギュラーシーズンを終えた。ホームで8戦全勝と強さを発揮したペイトリオッツはリーグ最少失点、リーグ最多の29INT、許したTDパスわずか11本（リーグ最少）、さらにリーグ6位の41サックをあげるなど強力なディフェンスを誇った。ブレイディはパス3,620ヤード23TDに対し12INTという活躍でチームのオフェンスを指揮し、新加入のロドニー・ハリソンはチームトップの94タックルを記録しオールプロに選ばれた。チームは14勝2敗で地区優勝を飾り、第1シードでプレーオフに進出した。
カロライナ・パンサーズ (2003 Carolina Panthers season)
NFC南地区に所属するカロライナ・パンサーズは創設9年目のチームであり、2001年シーズンにはわずか1勝しか挙げることができなかった。2002年にジョン・フォックスをHCに迎えるとチームは7勝9敗と成績を大きく伸ばした。
シーズンの開幕戦、チームはジャクソンビル・ジャガーズを相手に第3Qで17-0と大きくリードを許してしまう。ここでフォックスは先発QBロドニー・ピートを下げ控えQBジェイク・デロームを起用した。デロームはドラフトには指名されずNFLヨーロッパなどでプレーした、いわば無名のQBであった。しかしこの起用でデロームは、それまでわずか36ヤードしか獲得できなかったオフェンスを蘇らせ、24-23とチームを劇的な逆転勝利に導いた。この試合以後スターターQBの座を手にしたデロームはパンサーズのオフェンスを牽引する。昨シーズンはディフェンスがリーグ2位の成績をおさめながらもオフェンスがリーグ31位のヤード、リーグ30位の得点しか獲得することができなかったが、このシーズンはヤードでは16位、得点ではリーグ15位と大きく成長し、ディフェンスもヤードではリーグ8位、失点ではリーグ10位と上々の成績をおさめた。
さらにパンサーズはオーバータイムに突入した4試合のうちタンパベイ・バッカニアーズ戦、インディアナポリス・コルツ戦、ニューオーリンズ・セインツ戦の3試合で勝利を挙げており、また3点差以内のゲームで6勝1敗と接戦において抜群の強さを見せた。デロームはパス3,219ヤード19TDという活躍で不調だったオフェンスを蘇らせ、ディフェンスでは5サックのDTクリス・ジェンキンス、12サックのDEマイク・ラッカーがプロボウルに選出された。さらにDEジュリアス・ペッパーズも7サックを記録するなど強力なDLを中心にリーグ8位の40サックを記録した。チームは開幕5連勝と波に乗ったのち、途中3連敗を喫するも最後は3連勝でシーズンを終え、11勝5敗で地区優勝を果たし第3シードでプレーオフ進出を決めた。
プレーオフ (NFL playoffs, 2003-04)
AFC第1シードのペイトリオッツはディビジョナル・プレーオフでこの年のCO-MVPスティーブ・マクネア率いるテネシー・タイタンズと対戦した。-15℃という寒さのなか行われた試合は第4Q、Kアダム・ビナティエリのFGが決勝点となり17-14で勝利をおさめた。続くAFCチャンピオンシップゲームでは同じくCO-MVPのペイトン・マニング擁するインディアナポリス・コルツと雪が舞うジレット・スタジアムで対戦。オープニングドライブで4thダウンギャンブルを成功させるなど敵陣深くまで進入すると、ブレイディがポンプ・フェイクからWRデイビッド・ギブンズへTDパスを決め先制する。続くコルツの攻撃でSロドニー・ハリソンがエンドゾーン内でINTを奪うと、以後ペイトリオッツディフェンスはコルツの強力オフェンスに対しCBタイ・ローがマニングから3つのINTを奪うなど計5つのターンオーバーを奪い試合を優位に進め、オフェンスではビナティエリの5本のFGで常にリードを奪い24-14で勝利した。ペイトリオッツはここ3年間で2度目のスーパーボウル出場を決めた。
NFC第3シードのパンサーズは1996年シーズン以来のプレーオフ出場となったが、ワイルドカード・プレーオフではダラス・カウボーイズを終始圧倒し29-10で勝利をおさめた。続くディビジョナル・プレーオフでのセントルイス・ラムズ戦はシーソーゲームの末オーバータイムにもつれる激戦となる。両者ともにFGを外し試合はダブル・オーバータイムに突入するが、最後はデロームがWRスティーブ・スミスへ69ヤードのTDパスを決め熱戦に終止符を打った。迎えたNFCチャンピオンシップゲームでは3年連続のチャンピオンシップ出場となる強豪フィラデルフィア・イーグルスと対戦した。イーグルスの優位を予想する声も多かったが、パンサーズはCBリッチー・マニングがQBドノバン・マクナブから3つのINTを奪うなどイーグルスのオフェンスをわずか3点に抑え込み14-3で勝利をおさめた。2年目HCとスターター1年目のQBという、第36回スーパーボウルを制した2年前のペイトリオッツと全く同じ構図でチームは初のスーパーボウル出場を決めた。

### 共通するチームとの対戦
このシーズン、ペイトリオッツとパンサーズは実に8チームの共通する相手と対戦している。
対ジャクソンビル・ジャガーズ
- パンサーズ24-23
- ペイトリオッツ27-13

対フィラデルフィア・イーグルス
- ペイトリオッツ31-10＠
- パンサーズ16-25（レギュラーシーズン）　パンサーズ14-3＠（プレーオフ）　

対ワシントン・レッドスキンズ
- ペイトリオッツ17-20＠
- パンサーズ20-17

対テネシー・タイタンズ
- ペイトリオッツ38-30（レギュラーシーズン）　ペイトリオッツ17-14（プレーオフ）
- パンサーズ17-37

対ニューヨーク・ジャイアンツ
- ペイトリオッツ17-6
- パンサーズ37-24＠

対インディアナポリス・コルツ
- パンサーズ23-20＠(OT)
- ペイトリオッツ38-34＠（レギュラーシーズン）　ペイトリオッツ24-14（プレーオフ）

対ヒューストン・テキサンズ
- パンサーズ10-14＠
- ペイトリオッツ23-20＠(OT)

対ダラス・カウボーイズ
- ペイトリオッツ12-0　
- パンサーズ20-24＠（レギュラーシーズン）　パンサーズ29-10（プレーオフ）

## 試合
| \| 開始 \| 開始 \| 開始 \| ボール保持 \| ドライブ \| ドライブ \| TOP \| 結果 \| 得点内容 \| 得点内容 \| 得点内容 \| 得点 \| 得点 \| \| Q \| 時間 \| 地点 \| ボール保持 \| P \| yd \| TOP \| 結果 \| yd \| 得点者 \| PAT \| パンサーズ \| ペイトリオッツ \| \| ------------------------------------------------------------------------------------------------------------------------------- \| ------------------------------------------------------------------------------------------------------------------------------- \| ------------------------------------------------------------------------------------------------------------------------------- \| ------------------------------------------------------------------------------------------------------------------------------- \| ------------------------------------------------------------------------------------------------------------------------------- \| ------------------------------------------------------------------------------------------------------------------------------- \| ------------------------------------------------------------------------------------------------------------------------------- \| ------------------------------------------------------------------------------------------------------------------------------- \| ------------------------------------------------------------------------------------------------------------------------------- \| ------------------------------------------------------------------------------------------------------------------------------- \| ------------------------------------------------------------------------------------------------------------------------------- \| ---------- \| -------------- \| \| 1 \| 15:00 \| 自陣23 \| パンサーズ \| 3 \| 1:48 \| 7 \| パント \| — \| — \| — \| — \| — \| \| 1 \| 13:12 \| 敵陣47 \| ペイトリオッツ \| 7 \| 2:43 \| 34 \| 31ydフィールドゴール失敗 \| — \| — \| — \| — \| — \| \| 1 \| 10:29 \| 自陣21 \| パンサーズ \| 3 \| 1:17 \| -7 \| パント \| — \| — \| — \| — \| — \| \| 1 \| 9:12 \| 自陣38 \| ペイトリオッツ \| 3 \| 1:43 \| 7 \| パント \| — \| — \| — \| — \| — \| \| 1 \| 7:29 \| 自陣11 \| パンサーズ \| 3 \| 1:27 \| -2 \| パント \| — \| — \| — \| — \| — \| \| 1 \| 6:02 \| 敵陣49 \| ペイトリオッツ \| 5 \| 2:58 \| 8 \| パント \| — \| — \| — \| — \| — \| \| 1 \| 3:04 \| 自陣8 \| パンサーズ \| 5 \| 2:29 \| 15 \| パント \| — \| — \| — \| — \| — \| \| 1-2 \| 0:35 \| 自陣32 \| ペイトリオッツ \| 3 \| 1:23 \| 9 \| パント \| — \| — \| — \| — \| — \| \| 2 \| 14:12 \| 自陣37 \| パンサーズ \| 3 \| 1:07 \| -13 \| パント \| — \| — \| — \| — \| — \| \| 2 \| 13:05 \| 自陣25 \| ペイトリオッツ \| 14 \| 7:05 \| 57 \| 36ydフィールドゴール失敗 \| — \| — \| — \| — \| — \| \| 2 \| 6:00 \| 自陣27 \| パンサーズ \| 3 \| 0:45 \| -7 \| ファンブルロスト \| — \| — \| — \| — \| — \| \| 2 \| 5:15 \| 敵陣20 \| ペイトリオッツ \| 4 \| 2:10 \| 20 \| タッチダウン（パス） \| 5 \| ブレイディ→Branch \| キック成功 \| 0 \| 7 \| \| 2 \| 3:05 \| 自陣5 \| パンサーズ \| 8 \| 1:58 \| 95 \| タッチダウン（パス） \| 39 \| Delhomme→Smith \| キック成功 \| 7 \| 7 \| \| 2 \| 1:07 \| 自陣22 \| ペイトリオッツ \| 6 \| 0:49 \| 78 \| タッチダウン（パス） \| 5 \| ブレイディ→Givens \| キック成功 \| 7 \| 14 \| \| 2 \| 0:18 \| 自陣47 \| パンサーズ \| 2 \| 0:18 \| 21 \| フィールドゴール成功 \| 50 \| en:John Kasay \| — \| 10 \| 14 \| \| 前半終了 \| \| \| \| \| \| \| \| \| \| \| \| \| \| 3 \| 15:00 \| 自陣26 \| ペイトリオッツ \| 3 \| 2:32 \| 9 \| パント \| — \| — \| — \| — \| — \| \| 3 \| 12:28 \| 自陣42 \| パンサーズ \| 5 \| 3:15 \| 18 \| パント \| — \| — \| — \| — \| — \| \| 3 \| 9:13 \| 自陣10 \| ペイトリオッツ \| 6 \| 3:20 \| 21 \| パント \| — \| — \| — \| — \| — \| \| 3 \| 5:53 \| 自陣10 \| パンサーズ \| 3 \| 1:56 \| 4 \| パント \| — \| — \| — \| — \| — \| \| 3-4 \| 3:57 \| 自陣29 \| ペイトリオッツ \| 8 \| 4:08 \| 71 \| タッチダウン（ラン） \| 2 \| Smith \| キック成功 \| 10 \| 21 \| \| 4 \| 14:49 \| 自陣19 \| パンサーズ \| 6 \| 2:10 \| 81 \| タッチダウン（ラン） \| 33 \| Foster \| パス失敗 \| 16 \| 21 \| \| 4 \| 12:39 \| 自陣27 \| ペイトリオッツ \| 10 \| 5:01 \| 64 \| インターセプト \| — \| — \| — \| — \| — \| \| 4 \| 7:38 \| 自陣10 \| パンサーズ \| 3 \| 0:45 \| 90 \| タッチダウン（パス） \| 85 \| Delhomme→Muhammad \| パス失敗 \| 22 \| 21 \| \| 4 \| 6:53 \| 自陣32 \| ペイトリオッツ \| 11 \| 4:02 \| 68 \| タッチダウン（パス） \| 1 \| ブレイディ→Vrabel \| ラン成功 \| 22 \| 29 \| \| 4 \| 2:51 \| 自陣20 \| パンサーズ \| 7 \| 1:43 \| 80 \| タッチダウン（パス） \| 12 \| Delhomme→Proehl \| キック成功 \| 29 \| 29 \| \| 4 \| 1:08 \| 自陣40 \| ペイトリオッツ \| 6 \| 1:04 \| 37 \| フィールドゴール成功 \| 41 \| ビナティエリ \| — \| 29 \| 32 \| \| 4 \| 0:04 \| \| パンサーズ \| 0 \| 0:04 \| 0 \| 試合終了 \| — \| — \| — \| — \| — \| \| P=プレー数、TOP=タイム・オブ・ポゼッション、PAT=ポイント・アフター・タッチダウン。 アメリカンフットボールの用語集 (en) も参照。 \| P=プレー数、TOP=タイム・オブ・ポゼッション、PAT=ポイント・アフター・タッチダウン。 アメリカンフットボールの用語集 (en) も参照。 \| P=プレー数、TOP=タイム・オブ・ポゼッション、PAT=ポイント・アフター・タッチダウン。 アメリカンフットボールの用語集 (en) も参照。 \| P=プレー数、TOP=タイム・オブ・ポゼッション、PAT=ポイント・アフター・タッチダウン。 アメリカンフットボールの用語集 (en) も参照。 \| P=プレー数、TOP=タイム・オブ・ポゼッション、PAT=ポイント・アフター・タッチダウン。 アメリカンフットボールの用語集 (en) も参照。 \| P=プレー数、TOP=タイム・オブ・ポゼッション、PAT=ポイント・アフター・タッチダウン。 アメリカンフットボールの用語集 (en) も参照。 \| P=プレー数、TOP=タイム・オブ・ポゼッション、PAT=ポイント・アフター・タッチダウン。 アメリカンフットボールの用語集 (en) も参照。 \| P=プレー数、TOP=タイム・オブ・ポゼッション、PAT=ポイント・アフター・タッチダウン。 アメリカンフットボールの用語集 (en) も参照。 \| P=プレー数、TOP=タイム・オブ・ポゼッション、PAT=ポイント・アフター・タッチダウン。 アメリカンフットボールの用語集 (en) も参照。 \| P=プレー数、TOP=タイム・オブ・ポゼッション、PAT=ポイント・アフター・タッチダウン。 アメリカンフットボールの用語集 (en) も参照。 \| P=プレー数、TOP=タイム・オブ・ポゼッション、PAT=ポイント・アフター・タッチダウン。 アメリカンフットボールの用語集 (en) も参照。 \| 29 \| 32 \| | | | | | | | | | | |            |                |
| 開始 | 開始 | 開始 | ボール保持 | ドライブ | ドライブ | TOP | 結果 | 得点内容 | 得点内容 | 得点内容 | 得点       | 得点           |
| Q | 時間 | 地点 | ボール保持 | P | yd | TOP | 結果 | yd | 得点者 | PAT | パンサーズ | ペイトリオッツ |
| 1 | 15:00 | 自陣23 | パンサーズ | 3 | 1:48 | 7 | パント | — | — | — | —          | —              |
| 1 | 13:12 | 敵陣47 | ペイトリオッツ | 7 | 2:43 | 34 | 31ydフィールドゴール失敗 | — | — | — | —          | —              |
| 1 | 10:29 | 自陣21 | パンサーズ | 3 | 1:17 | -7 | パント | — | — | — | —          | —              |
| 1 | 9:12 | 自陣38 | ペイトリオッツ | 3 | 1:43 | 7 | パント | — | — | — | —          | —              |
| 1 | 7:29 | 自陣11 | パンサーズ | 3 | 1:27 | -2 | パント | — | — | — | —          | —              |
| 1 | 6:02 | 敵陣49 | ペイトリオッツ | 5 | 2:58 | 8 | パント | — | — | — | —          | —              |
| 1 | 3:04 | 自陣8 | パンサーズ | 5 | 2:29 | 15 | パント | — | — | — | —          | —              |
| 1-2 | 0:35 | 自陣32 | ペイトリオッツ | 3 | 1:23 | 9 | パント | — | — | — | —          | —              |
| 2 | 14:12 | 自陣37 | パンサーズ | 3 | 1:07 | -13 | パント | — | — | — | —          | —              |
| 2 | 13:05 | 自陣25 | ペイトリオッツ | 14 | 7:05 | 57 | 36ydフィールドゴール失敗 | — | — | — | —          | —              |
| 2 | 6:00 | 自陣27 | パンサーズ | 3 | 0:45 | -7 | ファンブルロスト | — | — | — | —          | —              |
| 2 | 5:15 | 敵陣20 | ペイトリオッツ | 4 | 2:10 | 20 | タッチダウン（パス） | 5 | ブレイディ→Branch | キック成功 | 0          | 7              |
| 2 | 3:05 | 自陣5 | パンサーズ | 8 | 1:58 | 95 | タッチダウン（パス） | 39 | Delhomme→Smith | キック成功 | 7          | 7              |
| 2 | 1:07 | 自陣22 | ペイトリオッツ | 6 | 0:49 | 78 | タッチダウン（パス） | 5 | ブレイディ→Givens | キック成功 | 7          | 14             |
| 2 | 0:18 | 自陣47 | パンサーズ | 2 | 0:18 | 21 | フィールドゴール成功 | 50 | en:John Kasay | — | 10         | 14             |
| 前半終了 | | | | | | | | | | |            |                |
| 3 | 15:00 | 自陣26 | ペイトリオッツ | 3 | 2:32 | 9 | パント | — | — | — | —          | —              |
| 3 | 12:28 | 自陣42 | パンサーズ | 5 | 3:15 | 18 | パント | — | — | — | —          | —              |
| 3 | 9:13 | 自陣10 | ペイトリオッツ | 6 | 3:20 | 21 | パント | — | — | — | —          | —              |
| 3 | 5:53 | 自陣10 | パンサーズ | 3 | 1:56 | 4 | パント | — | — | — | —          | —              |
| 3-4 | 3:57 | 自陣29 | ペイトリオッツ | 8 | 4:08 | 71 | タッチダウン（ラン） | 2 | Smith | キック成功 | 10         | 21             |
| 4 | 14:49 | 自陣19 | パンサーズ | 6 | 2:10 | 81 | タッチダウン（ラン） | 33 | Foster | パス失敗 | 16         | 21             |
| 4 | 12:39 | 自陣27 | ペイトリオッツ | 10 | 5:01 | 64 | インターセプト | — | — | — | —          | —              |
| 4 | 7:38 | 自陣10 | パンサーズ | 3 | 0:45 | 90 | タッチダウン（パス） | 85 | Delhomme→Muhammad | パス失敗 | 22         | 21             |
| 4 | 6:53 | 自陣32 | ペイトリオッツ | 11 | 4:02 | 68 | タッチダウン（パス） | 1 | ブレイディ→Vrabel | ラン成功 | 22         | 29             |
| 4 | 2:51 | 自陣20 | パンサーズ | 7 | 1:43 | 80 | タッチダウン（パス） | 12 | Delhomme→Proehl | キック成功 | 29         | 29             |
| 4 | 1:08 | 自陣40 | ペイトリオッツ | 6 | 1:04 | 37 | フィールドゴール成功 | 41 | ビナティエリ | — | 29         | 32             |
| 4 | 0:04 | | パンサーズ | 0 | 0:04 | 0 | 試合終了 | — | — | — | —          | —              |
| P=プレー数、TOP=タイム・オブ・ポゼッション、PAT=ポイント・アフター・タッチダウン。 アメリカンフットボールの用語集 (en) も参照。 | P=プレー数、TOP=タイム・オブ・ポゼッション、PAT=ポイント・アフター・タッチダウン。 アメリカンフットボールの用語集 (en) も参照。 | P=プレー数、TOP=タイム・オブ・ポゼッション、PAT=ポイント・アフター・タッチダウン。 アメリカンフットボールの用語集 (en) も参照。 | P=プレー数、TOP=タイム・オブ・ポゼッション、PAT=ポイント・アフター・タッチダウン。 アメリカンフットボールの用語集 (en) も参照。 | P=プレー数、TOP=タイム・オブ・ポゼッション、PAT=ポイント・アフター・タッチダウン。 アメリカンフットボールの用語集 (en) も参照。 | P=プレー数、TOP=タイム・オブ・ポゼッション、PAT=ポイント・アフター・タッチダウン。 アメリカンフットボールの用語集 (en) も参照。 | P=プレー数、TOP=タイム・オブ・ポゼッション、PAT=ポイント・アフター・タッチダウン。 アメリカンフットボールの用語集 (en) も参照。 | P=プレー数、TOP=タイム・オブ・ポゼッション、PAT=ポイント・アフター・タッチダウン。 アメリカンフットボールの用語集 (en) も参照。 | P=プレー数、TOP=タイム・オブ・ポゼッション、PAT=ポイント・アフター・タッチダウン。 アメリカンフットボールの用語集 (en) も参照。 | P=プレー数、TOP=タイム・オブ・ポゼッション、PAT=ポイント・アフター・タッチダウン。 アメリカンフットボールの用語集 (en) も参照。 | P=プレー数、TOP=タイム・オブ・ポゼッション、PAT=ポイント・アフター・タッチダウン。 アメリカンフットボールの用語集 (en) も参照。 | 29         | 32             |

### 展開

#### 第1Q
試合はペイトリオッツのキックオフからはじまる。パンサーズは自陣23ヤードから攻撃を開始するが、ランを続けた後デロームがパスを狙うも失敗し3ダウンアウトでパントに終わる。ペイトリオッツはトロイ・ブラウンの好リターンで敵陣47ヤードから攻撃を始めると、ファーストプレーでブレイディがWRディオン・ブランチに16ヤードのパスを通しFG圏内に進入する。その後ブラウンへのパスが通るが反則などもあってTDは奪えずFGに終わる。しかしスーパーボウル制覇の立役者でもあるKアダム・ビナティエリの31ヤードのキックは右に外れ得点を奪うことはできなかった。ビナティエリはドーム球場でのFGはキャリアで33回中31回を成功させていたが、2回の失敗はこのシーズン、この試合と同じリライアント・スタジアムで行われたヒューストン・テキサンズ戦でのキックであった。続くパンサーズの攻撃はパスが通らず、さらに3rdダウンでデロームがLBマイク・ブレイベルにサックを受け3ダウンアウトに終わった。
その後ペイトリオッツ、パンサーズ共に3ダウンアウトに終わり、続くペイトリオッツのオフェンスは敵陣31ヤードまで攻め込むもリバースプレーで大きくヤードをロスしパントに終わる。パントではスナップが1バウンドするもPケン・ウォルターが無難に処理した。自陣8ヤードからはじまったパンサーズのドライブではまたも3ダウンアウトに終わったかと思われたが、ペイトリオッツのCBタイ・ローがホールディングの反則を犯していたためパンサーズはこの試合で初めてファーストダウンを更新した。しかし続く攻撃ではファーストダウンを更新できずパントに終わり、ペイトリオッツの攻撃の最中に第1Qが終了した。
お互い守備に強みを持ったチームであったが、パンサーズはパス獲得ヤードが－8ヤード、トータルヤードは13ヤードとオフェンスを全く進めることができず、ペイトリオッツもラン獲得ヤードは13ヤードにとどまるなど両チームともに持ち味の守備力を存分に発揮した。

#### 第2Q
第2Qはペイトリオッツの攻撃、3rdダウン残り1ヤードからはじまったが地元ヒュースン大学出身のRBアントワン・スミスのランは止められ3ダウンアウトに終わった。続くパンサーズの攻撃では3rdダウンでペイトリオッツのLBウィリー・マクギネストがサックを決め、パンサーズはまたもパントとなった。ペイトリオッツは自陣25ヤードからはじまったドライブで2度ファーストダウンを更新すると、4thダウンギャンブルを成功させてFG圏内まで進入する。このプレーにはチャレンジによるビデオ判定が行われたが判定は覆らなかった。この後さらにファーストダウンを獲得するがTDは奪えず、ファーストドライブ以来のFGとなった。しかしビナティエリの36ヤードのFGはパンサーズのシェーン・バートンにブロックされ再び失敗、またも無得点に終わった。
スペシャルチームのビッグプレーで失点を防いだパンサーズであったが、続くオフェンスでこの試合初めてのターンオーバーを犯してしまう。ペイトリオッツのLBブレイベルがオフェンスラインの左サイドを突破すると、背後からデロームをサックしファンブルを誘った。これをDEリチャード・シーモアがリカバーしペイトリオッツは敵陣20ヤードという絶好の位置からオフェンスを開始させた。
これまで攻めながらも得点を奪えなかったペイトリオッツだったが、このドライブでは3rdダウン7ヤードをブレイディのQBスクランブルで更新すると最後はプレイアクションからWRブランチへの5ヤードのTDパスが決まり、第2Q残り3分5秒、試合時間26分55秒にしてついに得点を奪うことに成功した。7-0とリードしたペイトリオッツであったが、ここから試合は一気に加速する。パンサーズはキックオフ・リターンで反則があったため自陣5ヤードからの攻撃となったが、このドライブではデロームがリッキー・プロール、ムシーン・ムハマドにパスを通し前進していくと、最後は敵陣39ヤード3rdダウン10からスティーブ・スミスへの39ヤードのTDパスが決まり7-7の同点となった。パンサーズはこのドライブまではパスわずか1回の成功、3つのサックに1つのファンブルとパス攻撃を封じ込められていたが、この攻撃では8プレー95ヤードのドライブでTDを奪うことに成功した。WRスミスはCBプールのマンツーマン・カバーを振り切りTDをあげた。
同点に追い付かれたペイトリオッツは第2Q残り1分7秒、自陣22ヤードからのドライブとなるが、ギブンズへ12ヤードのパスを通したのちブレイディがディオン・ブランチへ52ヤードのロングパスを成功させ一気に敵陣14ヤードまで進入する。最後は再びプレーアクションから、今度はデイビッド・ギブンズへの5ヤードのTDパスが決まりペイトリオッツが14-7とリードを奪うことに成功した。試合時間は残り18秒となったが前半はまだ終わりではなかった。ペイトリオッツはリターンを避けるためキックオフでスクイブキックを行ったが、パンサーズは無難に処理すると12ヤードをリターンし自陣47ヤードからのオフェンスとなる。前半残り12秒、パスを警戒して深めに守っていたペイトリオッツであったが、パンサーズはRBスティーブン・デービスのランプレーを選択しこれが21ヤードのゲインとなった。これでFG圏内まで進入したパンサーズはKジョン・ケイシーが50ヤードのFGを成功させ、14-10とその差を縮めたところで第2Qが終了した。
前半はお互いの守備が相手に得点を許さない手堅い展開が続いたが、終盤になってからはお互いのQBが持ち味を発揮するなどオフェンスが奮起し、前半残り3分10秒から一気に24点が入り乱れた。

#### 第3Q
第3Qはパンサーズのキックオフからはじまった。ペイトリオッツはアントワン・スミスのランを続けた後ブレイディがパスを狙うが通らず3ダウンアウトに終わる。さらにケン・ウォルターのパントがわずか23ヤードのミスパントとなってしまい、パンサーズは自陣42ヤードから後半のファーストドライブを開始した。パンサーズは元ペイトリオッツで2年前のスーパーボウルにも出場したTEジャーメイン・ウィギンズに2本のパスを通し敵陣40ヤードまで進入するが、その後2本のパスに失敗しファーストダウンを更新できずパントに終わった。この後も両チームはパントに終わり、試合は再び膠着状態となった。しかし第3Q残り3分57秒、自陣29ヤードからのドライブをペイトリオッツはブランチへのパスやスミスのランなどで進めていく。そしてブレイディがプレーアクションからTEダニエル・グレアムに33ヤードのパスを通し一気に敵陣9ヤードまで進入し、続く1stダウンで5ヤードをゲインしたのち第3Qが終了した。

#### 第4Q
第4Qはペイトリオッツの2ndダウン5ヤード、敵陣9ヤード地点からはじまった。この得点チャンスでブレイディはTEクリスチャン・フォーリエへのパスを狙うが、サイドライン際でキャッチしたものの両足をエンドゾーンに残すことができず失敗に終わる。リプレイではフォーリエの両足は外に出る前にエンドゾーンに着いていたようにも見えたが、このプレーでパンサーズがホールディングの反則を犯しペイトリオッツはファーストダウンを更新していたためチャレンジは行わなかった。最後はRBスミスが2ヤードのTDランを決めペイトリオッツがリードを21-10に広げた。この得点を機に硬直していた試合は一気に動き出す。
これ以上離されたくないパンサーズは自陣19ヤードからのオフェンスをノーハドル・オフェンスで進めていく。スティーブ・スミスの2回の好キャッチもあり敵陣33ヤードまで進入すると、RBデショーン・フォスターがドロープレーから抜けだし33ヤードのTDランを決めた。パンサーズは2ポイント・コンバージョンを狙うが失敗し、ペイトリオッツのリードは21-16と5点差になった。続くペイトリオッツの攻撃はテンポよく進み、RBケビン・フォークの23ヤードのランで一気に敵陣10ヤードまで進入する。2ndダウンでのデイビッド・ギブンズへのパスは惜しくも通らず3rdダウン残り9ヤードとなり、ここでペイトリオッツはブレイディのパスを狙うがこれをCBレジー・ハワードがINTし、ペイトリオッツは痛恨のターンオーバーで攻撃を終えた。するとパンサーズは自陣15ヤード、3rdダウン10ヤードからWRムハマドへ一気に85ヤードのTDパスが通り、2ポイント・コンバージョンには失敗したものの試合時間残り6分53秒でついにパンサーズが22-21と逆転に成功した。ムハマドの85ヤードのパスキャッチはスーパーボウル史上最長のスクリメージラインからのゲインとなった。また第4Qでの10点差以上からの逆転はスーパーボウル史上初めてのことであった。
逆転を許したペイトリオッツはパンサーズの激しいパスラッシュに苦しみながらもドライブを進めていくと、ギブンズへの2本のパスなどで敵陣3ヤードまで進入する。最後はブレイディがプレーアクションから本来はLBであるマイク・ブレイベルに1ヤードのTDパスを通し逆転、さらに2ポイント・コンバージョンをケビン・フォークのランで成功させ29-22とペイトリオッツが7点のリードを奪うことに成功した。試合時間は残り2分51秒となったが、パンサーズは自陣20ヤードからの攻撃を再びノーハドル・オフェンスで進めていくと、デロームがリッキー・プロールに31ヤードのパスを通し敵陣14ヤードまで進入する。最後は再びプロールに12ヤードのTDパスを通し、試合時間残り1分8秒でパンサーズが29-29の同点に追いついた。
スーパーボウル史上初のオーバータイム突入が濃厚かと思われたが、第4Qはまだ終わりではなかった。続くパンサーズのキックオフでKジョン・ケイシーがキックをフィールド外に蹴りだしてしまい、この反則でペイトリオッツは自陣40ヤードからの良い位置でオフェンスを開始した。ブレイディは最初のパスに失敗するが、続くプレーでトロイ・ブラウンへ13ヤードのパスを通し敵陣へ進入する。ペイトリオッツは後半一つ目のタイムアウトを使った後、ブレイディが再びブラウンへ20ヤードのパスを通しFG圏内まで進入するが、ブラウンがパス・インターフェアランスの反則を犯していたため取り消され自陣43ヤードまで罰退した。しかし続くプレーでもう一度ブラウンへ13ヤードのパスを通し再び敵陣に進入すると、ノーハドル・オフェンスからTEグレアムに4ヤードのパスを通し2つ目のタイムアウトをコールした。試合時間残り14秒、敵陣40ヤードでタイムアウト残り一つ、ここでQBブレイディは右サイドのディオン・ブランチに17ヤードのパスを通し、ブラウンはハードヒットを受けながらもボールを離さずしっかりとキャッチした。ペイトリオッツは最後のタイムアウトをコールし、Kビナティエリのキックに勝利を託した。
試合時間残り9秒、29-29の同点という場面から最後はアダム・ビナティエリが41ヤードのFGを成功させペイトリオッツが32-29と試合を決定づけた。ペイトリオッツは続くパンサーズのキックオフ・リターンを止め、試合は終了した。
ニューイングランド・ペイトリオッツが2年ぶり2度目のスーパーボウル制覇を達成した。

### 結果
- この試合でのトータルヤードは両チーム合わせて868ヤードであり、これはスーパーボウル史上2番目の記録である。試合は第1Q、第3Qと無得点に終わったが、第2Qには24点、第4Qには37点が入り乱れた。第4Qの37得点は、1Q間としてはスーパーボウル史上最多得点記録である。序盤は両者の守備が奮闘し最初の得点が入るまでには26分55秒を費やしたが、ペイトリオッツはランを織り交ぜたプレーアクション・パスで的を絞らせず強力なDLを筆頭としたパンサーズのディフェンスにサックを許さなかった。パンサーズは第1Q、第3Qとほとんど攻撃を進めることができなかったが、第2Q終番と第4Qはノーハドルのハリーアップ・オフェンスでロングゲインを連発した。そのためペイトリオッツはタイム・オブ・ポゼッションで38分58秒とパンサーズを大きく上回った。また多くのスタッツでペイトリオッツはパンサーズを上回ったが、パンサーズは1プレー平均7.3ヤードとペイトリオッツの5.8ヤードを上回った。またパントのネット・ヤード・アベレージでパンサーズは44.0ヤードとペイトリオッツの26.2ヤードを大きく上回った。この試合は第4Qに5つのTDが記録されたが、1Q間での5TDはスーパーボウル史上2度目のことであった。（もう1試合は第22回スーパーボウルでの第2Qである）また1Q間で両チームが2TDをあげたのはスーパーボウル史上初のことであった。

- ペイトリオッツのQBトム・ブレイディはパス48回中32回成功、354ヤード3TD(1INT)という活躍でMVPに選ばれた。パス32回成功はスーパーボウル史上最多記録となった。またパス試投数48は勝利QBとしてはスーパーボウル史上最多記録である。パンサーズのQBジェイク・デロームは33回中16回成功、323ヤード3TDという見事な成績をおさめた。両チームのQBが300ヤードを投げ合った[3]のは第19回スーパーボウルでのダン・マリーノとジョー・モンタナ以来2度目のことであった。

- ペイトリオッツのWRディオン・ブランチは10キャッチ143ヤード1TDでこの試合のリーディング・レシーバーとなった。パンサーズのWRムーシン・ムハマドは4キャッチ140ヤード1TDでチームのリーディング・レシーバーとなった。この試合は100ヤード以上のレシーブを記録した選手が両チームから記録された2度目のスーパーボウルとなった。もう1試合は第27回スーパーボウルでのアンドレ・リードとマイケル・アービンである。パンサーズのWRリッキー・プロールは2年前の第36回スーパーボウルでの同点TDパスキャッチに続いて、この試合でもチームを29-29の同点に導くTDパスキャッチを決めたが、いずれも勝利には結び付かなかった。なおプロールは異なるチームでTDパスキャッチを記録したスーパーボウル史上2人目（もう一人はジェリー・ライス）の選手となった。ランではペイトリオッツのRBアントワン・スミスが26キャリー83ヤード1TDでこの試合のリーディング・ラッシャーとなった。パンサーズはRBスティーブン・デービスが13キャリー49ヤードでチームのリーディング・ラッシャーとなった。

- アダム・ビナティエリは第36回スーパーボウルで試合時間残り7秒からウイニングFGを決めるなど、非常に勝負強いクラッチ・キッカーとして知られていたが、このシーズンはFG成功率キャリア最低の73.5％にとどまるなど決して調子は良くなかった。またこの試合での2度のFG失敗を含め、このシーズンはリライアント・スタジアムで行われた2試合で計4度もFGに失敗していた。その中にはオーバータイムでのウイニングFGの失敗も含まれていた。しかしながら最後は最も重要なFGをしっかりと決めた。この試合での決勝FGももちろんだが、リライアント・スタジアムで行われたもう1試合、レギュラーシーズンのヒューストン・テキサンズ戦でも一度はオーバータイムでの決勝FGをブロックされていたが、最後はもう一度決勝FGを蹴り、成功させていた。

## スタッツ

### 主なチームスタッツ
|                            | カロライナ・パンサーズ | ニューイングランド・ペイトリオッツ |
| -------------------------- | ---------------------- | ---------------------------------- |
| ファーストダウン           | 17                     | 29                                 |
| 3rdダウン                  | 4-12                   | 8-17                               |
| 4thダウン                  | 0-0                    | 1-1                                |
| トータル・ヤード           | 387                    | 481                                |
| パス獲得ヤード             | 295                    | 394                                |
| パス                       | 33回中16回成功         | 48回中32回成功                     |
| ラン獲得ヤード             | 92                     | 127                                |
| ラン回数                   | 16                     | 35                                 |
| ラン平均獲得ヤード         | 5.8                    | 3.6                                |
| ペナルティ                 | 12回73ヤード           | 8回60ヤード                        |
| 許したサック               | 4回28ヤード            | 0-0                                |
| ターンオーバー             | 1                      | 1                                  |
| ファンブル                 | 1-1                    | 1-0                                |
| インターセプト             | 0                      | 1                                  |
| タイム・オブ・ポゼッション | 21:02                  | 38:58                              |

### 主な個人スタッツ
| Panthers Passing       | Panthers Passing | Panthers Passing | Panthers Passing | Panthers Passing |
|                        | C/ATT*           | Yds              | TD               | INT              |
| ---------------------- | ---------------- | ---------------- | ---------------- | ---------------- |
| ジェイク・デローム     | 16/33            | 323              | 3                | 0                |
| Panthers Rushing       |                  |                  |                  |                  |
|                        | Cara             | Yds              | TD               | LGb              |
| スティーブン・デービス | 13               | 49               | 0                | 21               |
| デショーン・フォスター | 3                | 43               | 1                | 33t              |
| Panthers Receiving     |                  |                  |                  |                  |
|                        | Recc             | Yds              | TD               | LGb              |
| ムーシン・ムハマド     | 4                | 140              | 1                | 85t              |
| スティーブ・スミス     | 4                | 80               | 1                | 39t              |
| リッキー・プロール     | 4                | 71               | 1                | 31               |

| Patriots Passing     | Patriots Passing | Patriots Passing | Patriots Passing | Patriots Passing |
|                      | C/ATT*           | Yds              | TD               | INT              |
| -------------------- | ---------------- | ---------------- | ---------------- | ---------------- |
| トム・ブレイディ     | 32/48            | 354              | 3                | 1                |
| Patriots Rushing     |                  |                  |                  |                  |
|                      | Cara             | Yds              | TD               | LGb              |
| アントワン・スミス   | 26               | 83               | 1                | 9                |
| ケビン・フォーク     | 6                | 42               | 0                | 23               |
| Patriots Receiving   |                  |                  |                  |                  |
|                      | Recc             | Yds              | TD               | LGb              |
| ディオン・ブランチ   | 10               | 143              | 1                | 52               |
| トロイ・ブラウン     | 8                | 76               | 0                | 13               |
| デイビッド・ギブンズ | 5                | 69               | 1                | 25               |

*Completions/Attempts
aCarries
bLong play
cReceptions

## その他
この試合は全世界で1億4440万人の視聴者を獲得し、これは当時の歴代スーパーボウル史上最多記録であった。
ペイトリオッツはこれがチーム史上4度目のスーパーボウルであったが、ルイジアナ州ニューオリンズ以外で開催されたスーパーボウルへの出場はこの試合が初めてであった。
試合後、スポーツ・イラストレイテッドの記者であるピーター・キングはこの試合を「歴代最高のスーパーボウルだ。」と称賛した。
2012年2月、当時のパンサーズのプレイブックなどが不用品セールで投売りされ、パンサーズファンの男性が見つけたことが報道された。
ハーフタイムショー
MTVの企画でAOLハーフタイムショーと題しジャネット・ジャクソン、ジャスティン・ティンバーレイクらが出演した。しかしRock Your Bodyの歌の最中に、ティンバーレイクによってジャクソンの右胸が露出させるハプニングが発生した。ジャクソンのバストトップには星形のピアスがあったが、生放送でのこのシーンに視聴者の怒りが殺到、当初はハプニングと説明していた彼女らは、その後意図的であったことを告白、謝罪した。
中継したCBSには連邦通信委員会（FCC）から総額55万ドルの罰金処分が課される事になった。これ以降のスーパーボウルでは生放送での放送事故を防ぐため、遅延送出システムにより数秒間遅れで放送されることとなった。しかし第46回スーパーボウルではハーフタイムショーでM.I.A.が行った不適切な映像の放送を防ぐことはできなかった。
この騒動についてNFLコミッショナーのポール・タグリアブーは、事前に知らされた内容と異なり、NFLやファンにとって深いで恥ずべくものであったと述べた。

## 先発メンバー
| パンサーズ                                | ポジション | ポジション | ペイトリオッツ                         |
| ----------------------------------------- | ---------- | ---------- | -------------------------------------- |
| オフェンス                                |            |            |                                        |
| ムーシン・ムハマド Muhsin Muhammad        | WR         | WR         | ディオン・ブランチ Deion Branch        |
| トッド・ステューシー Todd Steussie        | LT         | LT         | マット・ライト Matt Light              |
| ジノ・ジェームズ Jeno James               | LG         | LG         | ラス・ホクスタイン Russ Hochstein      |
| ジェフ・ミッチェル Jeff Mitchell          | C          | C          | ダン・コッペン Dan Koppen              |
| ケビン・ドナリー Kevin Donnalley          | RG         | RG         | ジョー・アンドラジ Joe Andruzzi        |
| ジョーダン・グロス Jordan Gross           | RT         | RT         | トム・アッシュワース Tom Ashworth      |
| ジャーメイン・ウィギンズ Jermaine Wiggins | TE         | TE         | ダニエル・グレアム Daniel Graham       |
| スティーブ・スミス Steve Smith            | WR         | WR         | トロイ・ブラウン Troy Brown            |
| ジェイク・デローム Jake Delhomme          | QB         | QB         | トム・ブレイディ Tom Brady             |
| スティーブン・デービス Stephen Davis      | RB         | RB         | アントワン・スミス Antowain Smith      |
| ブラッド・フーバー Brad Hoover            | FB         | FB         | ラリー・センターズ Larry Centers       |
| ディフェンス                              |            |            |                                        |
| ジュリアス・ペッパーズ Julius Peppers     | LE         | LE         | ボビー・ハミルトン Bobby Hamilton      |
| ブレントソン・バックナー Brentson Buckner | LDT        | NT         | テッド・ワシントン Ted Washington      |
| クリス・ジェンキンス Kris Jenkins         | RDT        | RE         | リチャード・シーモア Richard Seymour   |
| マイク・ラッカー Mike Rucker              | RE         | LOLB       | ウィリー・マクギネスト Willie McGinest |
| グレッグ・フェイバーズ Greg Favors        | LOLB       | LILB       | テディ・ブルスキ Tedy Bruschi          |
| ダン・モーガン Dan Morgan                 | MLB        | RILB       | ローマン・ファイファー Roman Phifer    |
| ウィル・ウィザースプーン Will Witherspoon | ROLB       | ROLB       | マイク・ブレイベル Mike Vrabel         |
| リッキー・マニング Ricky Manning          | LCB        | LCB        | タイ・ロー Ty Law                      |
| レジー・ハワード Reggie Howard            | RCB        | RCB        | タイロン・プール Tyrone Poole          |
| マイク・ミンター Mike Minter              | SS         | SS         | ロドニー・ハリソン Rodney Harrison     |
| デオン・グラント Deon Grant               | FS         | FS         | ユージン・ウィルソン Eugene Wilson     |
| スペシャルチーム                          |            |            |                                        |
| ジョン・ケイシー John Kasay               | K          | K          | アダム・ビナティエリ Adam Vinatieri    |
| トッド・ソウアーブラン Todd Sauerbrun     | P          | P          | ケン・ウォルター Ken Walter            |
| ヘッドコーチ                              |            |            |                                        |
| ジョン・フォックス John Fox               |            |            | ビル・ベリチック Bill Belichick        |

## トーナメント表
|  | |                                           |                                           |                        |                        |                                        |                                                |                                        |                                                |                                                |                                                |                                 |                                 |                                 |  |  |  |  |
|  | 1月3日 バンク・オブ・アメリカ・スタジアム | 1月3日 バンク・オブ・アメリカ・スタジアム | 1月3日 バンク・オブ・アメリカ・スタジアム |                        |                        | 1月10日 エドワード・ジョーンズ・ドーム | 1月10日 エドワード・ジョーンズ・ドーム         | 1月10日 エドワード・ジョーンズ・ドーム |                                                |                                                |                                                |                                 |                                 |                                 |  |  |  |  |
|  | 1月3日 バンク・オブ・アメリカ・スタジアム | 1月3日 バンク・オブ・アメリカ・スタジアム | 1月3日 バンク・オブ・アメリカ・スタジアム |                        |                        | 1月10日 エドワード・ジョーンズ・ドーム | 1月10日 エドワード・ジョーンズ・ドーム         | 1月10日 エドワード・ジョーンズ・ドーム |                                                |                                                |                                                |                                 |                                 |                                 |  |  |  |  |
|  | 1月3日 バンク・オブ・アメリカ・スタジアム | 1月3日 バンク・オブ・アメリカ・スタジアム | 1月3日 バンク・オブ・アメリカ・スタジアム |                        |                        | 1月10日 エドワード・ジョーンズ・ドーム | 1月10日 エドワード・ジョーンズ・ドーム         | 1月10日 エドワード・ジョーンズ・ドーム |                                                |                                                |                                                |                                 |                                 |                                 |  |  |  |  |
|  | 1月3日 バンク・オブ・アメリカ・スタジアム | 1月3日 バンク・オブ・アメリカ・スタジアム | 1月3日 バンク・オブ・アメリカ・スタジアム |                        |                        | 1月10日 エドワード・ジョーンズ・ドーム | 1月10日 エドワード・ジョーンズ・ドーム         | 1月10日 エドワード・ジョーンズ・ドーム |                                                |                                                |                                                |                                 |                                 |                                 |  |  |  |  |
|  | 6 | カウボーイズ                              | 10                                        |                        |                        | 1月10日 エドワード・ジョーンズ・ドーム | 1月10日 エドワード・ジョーンズ・ドーム         | 1月10日 エドワード・ジョーンズ・ドーム |                                                |                                                |                                                |                                 |                                 |                                 |  |  |  |  |
|  | 6 | カウボーイズ                              | 10                                        | 3                      | パンサーズ             | 29**                                   |                                                |                                        |                                                |                                                |                                                |                                 |                                 |                                 |  |  |  |  |
|  | 3 | パンサーズ                                | 29                                        | 3                      | パンサーズ             | 29**                                   |                                                |                                        | 1月18日 リンカーン・フィナンシャル・フィールド | 1月18日 リンカーン・フィナンシャル・フィールド | 1月18日 リンカーン・フィナンシャル・フィールド |                                 |                                 |                                 |  |  |  |  |
|  | 3 | パンサーズ                                | 29                                        | 2                      | ラムズ                 | 23                                     |                                                |                                        | 1月18日 リンカーン・フィナンシャル・フィールド | 1月18日 リンカーン・フィナンシャル・フィールド | 1月18日 リンカーン・フィナンシャル・フィールド |                                 |                                 |                                 |  |  |  |  |
|  | |                                           |                                           | 2                      | ラムズ                 | 23                                     |                                                |                                        | 1月18日 リンカーン・フィナンシャル・フィールド | 1月18日 リンカーン・フィナンシャル・フィールド | 1月18日 リンカーン・フィナンシャル・フィールド |                                 |                                 |                                 |  |  |  |  |
|  | NFC |                                           |                                           |                        |                        |                                        |                                                |                                        | 1月18日 リンカーン・フィナンシャル・フィールド | 1月18日 リンカーン・フィナンシャル・フィールド | 1月18日 リンカーン・フィナンシャル・フィールド |                                 |                                 |                                 |  |  |  |  |
|  | 1月4日 ランボー・フィールド | 1月4日 ランボー・フィールド               | 1月4日 ランボー・フィールド               | 3                      | パンサーズ             | 14                                     |                                                |                                        |                                                |                                                |                                                |                                 |                                 |                                 |  |  |  |  |
|  | 1月4日 ランボー・フィールド | 1月4日 ランボー・フィールド               | 1月4日 ランボー・フィールド               | 3                      | パンサーズ             | 14                                     | 1月11日 リンカーン・フィナンシャル・フィールド |                                        |                                                |                                                |                                                |                                 |                                 |                                 |  |  |  |  |
|  | 1月4日 ランボー・フィールド | 1月4日 ランボー・フィールド               | 1月4日 ランボー・フィールド               |                        | 1                      | イーグルス                             | 3                                              |                                        |                                                |                                                |                                                |                                 |                                 |                                 |  |  |  |  |
|  | 1月4日 ランボー・フィールド | 1月4日 ランボー・フィールド               | 1月4日 ランボー・フィールド               |                        | 1                      | イーグルス                             | 3                                              |                                        |                                                |                                                |                                                |                                 |                                 |                                 |  |  |  |  |
|  | 5 | シーホークス                              | 27                                        | NFC チャンピオンシップ | NFC チャンピオンシップ | NFC チャンピオンシップ                 |                                                |                                        |                                                |                                                |                                                |                                 |                                 |                                 |  |  |  |  |
|  | 5 | シーホークス                              | 27                                        | NFC チャンピオンシップ | NFC チャンピオンシップ | NFC チャンピオンシップ                 | 4                                              | パッカーズ                             | 17                                             |                                                |                                                |                                 |                                 |                                 |  |  |  |  |
|  | 4 | パッカーズ                                | 33*                                       | NFC チャンピオンシップ | NFC チャンピオンシップ | NFC チャンピオンシップ                 | 4                                              | パッカーズ                             | 17                                             |                                                |                                                | 2月1日 リライアント・スタジアム | 2月1日 リライアント・スタジアム | 2月1日 リライアント・スタジアム |  |  |  |  |
|  | 4 | パッカーズ                                | 33*                                       | NFC チャンピオンシップ | NFC チャンピオンシップ | NFC チャンピオンシップ                 | 1                                              | イーグルス                             | 20*                                            |                                                |                                                | 2月1日 リライアント・スタジアム | 2月1日 リライアント・スタジアム | 2月1日 リライアント・スタジアム |  |  |  |  |
|  | ワイルドカード・プレーオフ |                                           |                                           |                        |                        |                                        | 1                                              | イーグルス                             | 20*                                            |                                                |                                                | 2月1日 リライアント・スタジアム | 2月1日 リライアント・スタジアム | 2月1日 リライアント・スタジアム |  |  |  |  |
|  | ディビジョナル・プレーオフ |                                           |                                           |                        |                        |                                        |                                                |                                        |                                                |                                                |                                                | 2月1日 リライアント・スタジアム | 2月1日 リライアント・スタジアム | 2月1日 リライアント・スタジアム |  |  |  |  |
|  | 1月4日 RCAドーム | 1月4日 RCAドーム                          | 1月4日 RCAドーム                          | N3                     | パンサーズ             | 29                                     |                                                |                                        |                                                |                                                |                                                |                                 |                                 |                                 |  |  |  |  |
|  | 1月4日 RCAドーム | 1月4日 RCAドーム                          | 1月4日 RCAドーム                          | N3                     | パンサーズ             | 29                                     | 1月11日 アローヘッド・スタジアム               |                                        |                                                |                                                |                                                |                                 |                                 |                                 |  |  |  |  |
|  | 1月4日 RCAドーム | 1月4日 RCAドーム                          | 1月4日 RCAドーム                          |                        | A1                     | ペイトリオッツ                         | 32                                             |                                        |                                                |                                                |                                                |                                 |                                 |                                 |  |  |  |  |
|  | 1月4日 RCAドーム | 1月4日 RCAドーム                          | 1月4日 RCAドーム                          |                        | A1                     | ペイトリオッツ                         | 32                                             |                                        |                                                |                                                |                                                |                                 |                                 |                                 |  |  |  |  |
|  | 6 | ブロンコス                                | 10                                        | 第38回スーパーボウル   | 第38回スーパーボウル   | 第38回スーパーボウル                   |                                                |                                        |                                                |                                                |                                                |                                 |                                 |                                 |  |  |  |  |
|  | 6 | ブロンコス                                | 10                                        | 第38回スーパーボウル   | 第38回スーパーボウル   | 第38回スーパーボウル                   | 3                                              | コルツ                                 | 38                                             |                                                |                                                |                                 |                                 |                                 |  |  |  |  |
|  | 3 | コルツ                                    | 41                                        | 第38回スーパーボウル   | 第38回スーパーボウル   | 第38回スーパーボウル                   | 3                                              | コルツ                                 | 38                                             |                                                |                                                | 1月18日 ジレット・スタジアム    | 1月18日 ジレット・スタジアム    | 1月18日 ジレット・スタジアム    |  |  |  |  |
|  | 3 | コルツ                                    | 41                                        | 第38回スーパーボウル   | 第38回スーパーボウル   | 第38回スーパーボウル                   | 2                                              | チーフス                               | 31                                             |                                                |                                                | 1月18日 ジレット・スタジアム    | 1月18日 ジレット・スタジアム    | 1月18日 ジレット・スタジアム    |  |  |  |  |
|  | |                                           |                                           |                        |                        |                                        | 2                                              | チーフス                               | 31                                             |                                                |                                                | 1月18日 ジレット・スタジアム    | 1月18日 ジレット・スタジアム    | 1月18日 ジレット・スタジアム    |  |  |  |  |
|  | AFC |                                           |                                           |                        |                        |                                        |                                                |                                        |                                                |                                                |                                                | 1月18日 ジレット・スタジアム    | 1月18日 ジレット・スタジアム    | 1月18日 ジレット・スタジアム    |  |  |  |  |
|  | 1月3日 M&Tバンク・スタジアム | 1月3日 M&Tバンク・スタジアム              | 1月3日 M&Tバンク・スタジアム              | 3                      | コルツ                 | 14                                     |                                                |                                        |                                                |                                                |                                                |                                 |                                 |                                 |  |  |  |  |
|  | 1月3日 M&Tバンク・スタジアム | 1月3日 M&Tバンク・スタジアム              | 1月3日 M&Tバンク・スタジアム              | 3                      | コルツ                 | 14                                     | 1月10日 ジレット・スタジアム                   |                                        |                                                |                                                |                                                |                                 |                                 |                                 |  |  |  |  |
|  | 1月3日 M&Tバンク・スタジアム | 1月3日 M&Tバンク・スタジアム              | 1月3日 M&Tバンク・スタジアム              |                        | 1                      | ペイトリオッツ                         | 24                                             |                                        |                                                |                                                |                                                |                                 |                                 |                                 |  |  |  |  |
|  | 1月3日 M&Tバンク・スタジアム | 1月3日 M&Tバンク・スタジアム              | 1月3日 M&Tバンク・スタジアム              |                        | 1                      | ペイトリオッツ                         | 24                                             |                                        |                                                |                                                |                                                |                                 |                                 |                                 |  |  |  |  |
|  | 5 | タイタンズ                                | 20                                        | AFC チャンピオンシップ | AFC チャンピオンシップ | AFC チャンピオンシップ                 |                                                |                                        |                                                |                                                |                                                |                                 |                                 |                                 |  |  |  |  |
|  | 5 | タイタンズ                                | 20                                        | AFC チャンピオンシップ | AFC チャンピオンシップ | AFC チャンピオンシップ                 | 5                                              | タイタンズ                             | 14                                             |                                                |                                                |                                 |                                 |                                 |  |  |  |  |
|  | 4 | レイブンズ                                | 17                                        | AFC チャンピオンシップ | AFC チャンピオンシップ | AFC チャンピオンシップ                 | 5                                              | タイタンズ                             | 14                                             |                                                |                                                |                                 |                                 |                                 |  |  |  |  |
|  | 4 | レイブンズ                                | 17                                        | AFC チャンピオンシップ | AFC チャンピオンシップ | AFC チャンピオンシップ                 | 1                                              | ペイトリオッツ                         | 17                                             |                                                |                                                |                                 |                                 |                                 |  |  |  |  |
|  | |                                           |                                           |                        |                        |                                        | 1                                              | ペイトリオッツ                         | 17                                             |                                                |                                                |                                 |                                 |                                 |  |  |  |  |
|  | - 対戦カード及びスタジアムはシード順で決定される。 そのラウンドに登場する最上位チームが最下位チームとホームで対戦、残った2チームが上位チームのホームで対戦する。 - スーパーボウル開催地は事前にオーナー会議で決定。 - チーム名の左の数字は、2003年レギュラーシーズンの結果に基づいて決定されたシード順。 - * は延長戦決着 - 日付はアメリカ東部時間 |                                           |                                           |                        |                        |                                        |                                                |                                        |                                                |                                                |                                                |                                 |                                 |                                 |  |  |  |  |